# Chironomus grandivalva
Chironomus grandivalva är en tvåvingeart som först beskrevs av Shilova 1957.  Chironomus grandivalva ingår i släktet Chironomus och familjen fjädermyggor. Inga underarter finns listade i Catalogue of Life.